# 柳荫公园
39°57′34″N 116°23′46″E / 39.9594°N 116.3962°E

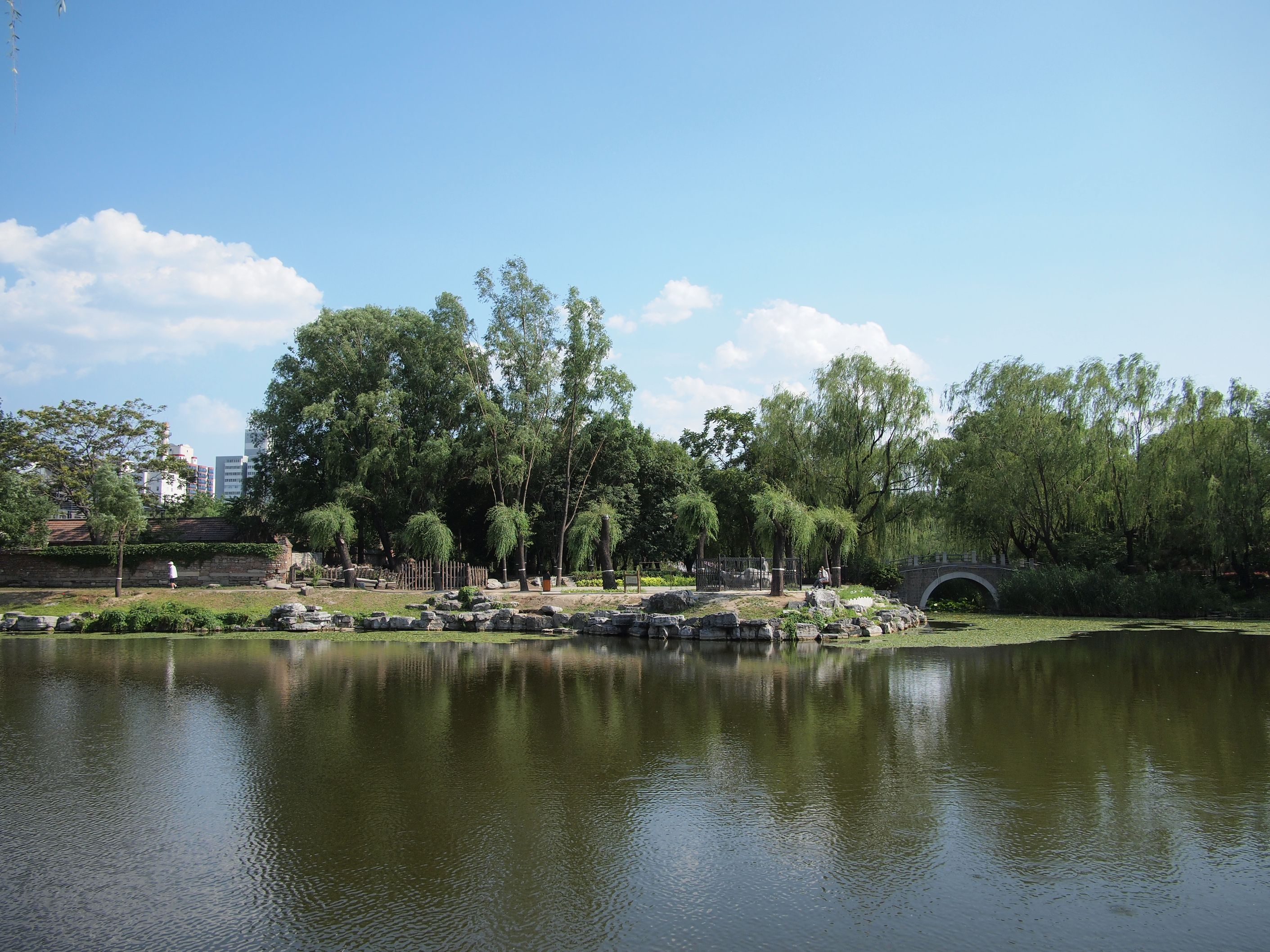
柳荫公园

柳荫公园位于北京市东城区和平里街道北部，北二环外、安定门外大街以西，面积17.47公顷。
公园原址在民国时期开设了砖窑，为烧砖在附近取土，因而形成了多个大小不一、互相独立的窑坑。雨水不断汇聚到窑坑里，全年都不干涸。1958年这些窑坑被挖通，形成一个人工湖，面积6.6公顷，以原砖窑名称“久大窑”为名，称为“久大湖”。
1984年北京市政府批准东城区政府的方案，将久大湖建成“具有田园风光的山村野趣公园”，并命名为“柳荫公园”。
湖面原有游船。2015年为保护在公园内繁殖的鸳鸯，游船停业。